# Митрополія Ліль
Митропо́лія Ліль (Metropolia Lille) — митрополія римо-католицької церкви у Франції. Утворена 2008 року в часі територіальної реформи 2008 року. Включає 2 архідієцезії та одну дієцезію. Головною святинею є Кафедральний собор Богоматері в Ліллі (Basilique-Cathédrale Notre-Dame-de-la-Treille de Lille)